# Mlaznica
Mlaznica je mehanički uređaj dizajniran za kontrolu karakteristika strujanja fluida dok izlazi (ili ulazi) iz zatvorene komore kroz cijev ili otvor. Mlaznica je često cijev različitog poprečnog presjeka, a može se koristiti za regulaciju ili izmjenu protoka fluida (tekućine ili plina). Mlaznice se često koriste za kontrolu stopa protoka, brzine, smjera, mase, oblika, i/ili pritiska toka koja izlazi iz njih.
Sapnica je dio strujnih uređaja, kanal kojemu se poprečni presjek u smjeru strujanja smanjuje (za razliku od difuzora, kod kojega se povećava); u nekim primjenama mlaznica, a u nekima i brizgalica, kojom se kadšto naziva i cijeli uređaj. Služi za oblikovanje i usmjeravanje, a napose ubrzavanje struje fluida (mlaza), kojemu se u sapnici dio potencijalne energije tlaka bez većih gubitaka pretvara u dodatnu kinetičku energiju. Najveća brzina koju u takvoj sapnici fluid može postići brzina je zvuka, ali ako se na sapnicu nastavi difuzor (takozvana Lavalova sapnica), moguće je postići i veću brzinu strujanja plina ili pare. Primjena je sapnica raznovrsna: dijelovi su različitih uređaja za raspršivanje, motora s unutarnjim izgaranjem, parnih, plinskih i vodnih turbina, mlaznih kompresora, mlaznih i raketnih motora, uređaja za mjerenje protoka i drugo.

## Vrste mlaznica

### Sapnice
Plinske sapnice  ili sapnice tekućina  su mlaznice čiji je cilj izbaciti plin ili tekućinu koherentnog toka u okolni medij. Plinske mlaznice uobičajeno nalazimo u plinskoj peći ili roštilju. Plinske mlaznice su se obično koristile za svjetlo prije razvoja električnog svjetla. Mlaznice tekućina nalaze se u rasplinjaču, gdje se glatko kalibrirani otvor koristi za regulaciju protoka goriva u motor. Slične mlaznice mogu se naći i u đakuzijima ili lječilištima. 
Druga specijalizirana mlaznica je laminarni mlaz. Ovo je mlaz vode koji sadrži uređaje za uglađenje toka, i daje laminarni protok, kao što mu ime upućuje. Ovaj način daje bolje rezultate pri uporabi za fontane. 
Mlaznice koje se koristi za hranjenje vruće eksplozije u visokoj peći nazivaju se tuyeres.

### Mlaznice velikih brzina
Često je cilj povećanje kinetičke energije tekućeg medija na račun njegovog tlaka i unutarnje energije.  
Mlaznice se mogu opisati kao konvergentne (sužava se od širokog promjera do manjeg promjera u smjeru strujanja) i divergentne (širi iz manjeg promjera prema većem). De Lavalova mlaznica ima konvergentni dio nakon kojeg slijedi divergentni dio i često se naziva konvergentno-divergentna-mlaznica (con-di mlaznice). Konvergentne mlaznice ubrzavaju podzvučne tekućine. Ako omjer tlaka mlaznice dovoljno visok, protok će doseći brzinu zvuka na najužoj točki (to jest grlu mlaznice). U ovoj situaciji se kaže da se mlaznica priguši (prigušeni tok). 
Povećanje omjera tlaka mlaznice neće povećati broj Mach grla izvan jedinstva. Nizvodan (to jest izvan mlaznice) protok je slobodan proširiti se do nadzvučnih brzina. Treba imati na umu da Mach 1 može biti vrlo velike brzine za vrući plin, jer brzina zvuka se mijenja kao kvadratni korijen apsolutne temperature. Tako postignuta brzina na mlaznici grla može biti daleko veća od brzine zvuka na razini mora. Ova činjenica se opsežno koristi u raketnoj tehnici u kojoj su potrebni nadzvučni protoci, i gdje su smjese goriva namjerno izabrane da dodatno povećaju brzinu zvuka. 
Divergentne mlaznice usporavaju tekućine ako je protok podzvučni, ali ubrzavaju ako protok ima brzinu zvuka ili je nadzvučan.
Konvergentno divergentne mlaznice, dakle, mogu ubrzati tekućine koje su se ugušile u konvergentnom odjeljku, do nadzvučnih brzina. Ovaj CD proces je učinkovitiji nego onaj koji dozvoljava konvergentnim mlaznicama da ubrzavaju fluid na nadzvučnu brzinu. Oblik divergentnog odjeljka također osigurava da izlazeći plinovi imaju smjer izravno unatrag, kako bilo koja bočna komponenta ne bi doprinijela potisku.

### Pogonske mlaznice
Ispušni mlaz proizvodi potisak od energije dobivene iz izgarjućih goriva koja se dodaju primljenom zraku. Taj vrući zrak prolazi kroz mlaznicu velike brzine, pogonsku mlaznicu koja znatno povećava svoju kinetičku energiju. Za dati maseni protok, veći potisak je dobiven s višom ispušnom brzinom, ali najbolja energetska efikasnost se dobiva kada je ispušna brzina dobro usklađena s brzinom leta. Međutim, nijedan mlazni zrakoplov ne može podnijeti let dok prelazi njegovu brzinu ispušnog mlaza, zbog momenta. Nadzvučni mlazni motori, kao i oni u borbenim zrakoplovima i SST zrakoplovima (na primjer Concorde), zahtijevaju visoke ispušne brzine. Stoga nadzvučni zrakoplovi vrlo četo koristite CD mlaznicu bez obzira na troškove i novčane kazne. Infrazvučan mlazni motori koriste relativno niske, podzvučne, ispušne brzine. Oni na taj način koriste jednostavne konvergentne mlaznice. Osim toga, obilazne mlaznice se koriste iako daju čak i niže brzine. 
Raketni motori koriste konvergentne divergentne mlaznice s vrlo velikim područjem omjera kako bi maksimalno povećali potisak ispusta i brzine te je stoga potreban izuzetno visoki tlak mlaznice.

### Magnetske mlaznice
Magnetske mlaznice su također predložene za neke vrste pogona, kao što je VASIMR, u kojem je protok plazme reguliran magnetskim poljima umjesto zidova od čvrste materije. 

### Mlaznice u spreju
Mnoge mlaznice proizvode vrlo fini sprej tekućina. 
- Raspršivačke mlaznice služe za slikanje sprejem, parfeme, za rasplinjača motora s unutarnjim sagorijevanjem, sprej na dezodoranse, antiperspirante i drugo.
- Zračno usisavajuća mlaznica koristi otvor u mlaznici stožastog oblika za ubrizgavanje zraka u tok vode na bazi pjene (CAFS / AFFF / FFFP) kako bi se dobio koncentrat "pjena gore". Nalazimo je na pjeni za gašenje požara.
- Kovitlajuće mlaznice ubrizgavaju tekućinu tangencijalno, sa spiralom u sredini, a zatim izlazi kroz centralni otvor. Zbog vrtložnog gibanja sprej izlazi u konusnom obliku.

### Vakuumske mlaznice
Usisivačke mlaznice dolaze u nekoliko različitih oblika.

### Oblikovana mlaznica
Neke mlaznice su oblikovane za proizvodnju toka koji je posebnog oblika. Na primjer, istiskivačko kalupljenje je način proizvodnje duljina od metala ili plastike ili drugih materijala s posebnim presjekom.

## Difuzor
Difuzor (njem. Diffusor < lat. diffusor, od diffundere: širiti, razlijevati) je konično prošireni kanal, element strujnih strojeva (turbine, rotacijske crpke, ventilatori, turbokompresori, aerodinamički tuneli). Difuzor uz najmanje gubitke energiju strujanja fluida (kinetičku energiju) pretvara u energiju pritiska. U difuzoru se, dakle, zbiva proces suprotan onomu u sapnici. Poprečni se presjek difuzora povećava u smjeru strujanja. Brzina se strujanja medija kroz difuzor smanjuje, a pritisak povećava. Optimalni konicitet difuzora iznosi oko 7 do 9°. Kod nadzvučnih brzina strujanja kompresibilnih medija, difuzor je posebno oblikovan (obično konvergentno-divergentni) ovisno o Machovu broju i svojstvima medija.

## Vanjske poveznice
- Nozzle design (converging/diverging - CD nozzle). NASA.gov. Inačica izvorne stranice arhivirana 20. ožujka 2009. Pristupljeno 19. siječnja 2009.
- Rocketdyne Nozzle Design Technical Article
- Liquid Rocket Engine Nozzles overview